# Oresbius excelsus
Oresbius excelsus là một loài tò vò trong họ Ichneumonidae.